# フルグレックス
フルグレックス（Fulgrex、Fulgurex Sarl ）は、スイスのローザンヌを拠点とするブラスモデル鉄道模型の輸入業者である。
Fulgurex はThe king of the lightning flashを意味するFulgur と Rex からなる造語である。

## 歴史
1947年、アントニオ・ジアンザンティ（Antonio Giansanti-Coluzzi 1915-2006）が、ローザンヌのミディ通り2番地に鉄道模型店を開店した。ジアンザンティはブリキ製鉄道玩具のコレクターで、フランスの鉄道模型メーカー「VB」のスイスでの輸入代理店であった。創業者は模型に造詣の深い人物で世界有数の鉄道模型と自動車模型の収集家でもあり、鉄道模型のコレクションは1989年にオークションで400万ポンド以上で落札された。
1962年に日本の天賞堂と提携し、日本製によるHOスケール車両の輸入・発売を開始する。最初の製品はフランス国鉄141R形蒸気機関車であった。1967年からOスケール、1970年から1番スケール、1983年からNスケールの扱いを開始した。
また鉄道模型以外にも1970年代半ばに1/12スケールの1931年式メルセデス・ベンツ SSKL、1931年式ベントレー・8リットルのような自動車模型も限定販売した。1934年式ブガッティ・タイプ59も発売予定で試作品が作られ、カタログに掲載されたが、実際には量産されなかった。
古くから日本のメーカーとの関係が深く、天賞堂、トビー、協同ライト商会、マイクロキャスト水野、コダマモデル、アスターホビーが製品を供給した。

## 主な製品
- スイス国鉄Ce 6/8 II形電気機関車
- スイス国鉄Ae8/14形電気機関車
- スイス国鉄Ae4/7形電気機関車
- 王立バイエルン邦有鉄道S3/6型蒸気機関車
- フランス国鉄141R形蒸気機関車
- フランス国鉄241P形蒸気機関車
- ロケット号 - マイクロキャスト水野がOゲージの製品を供給していた。
- 1931年式メルセデス・ベンツ SSKL（英語版）
- 1931年式ベントレー・8リットル

## 文献
- Giansanti, Coluzzi (1982年11月). Trains On Avenue De Rumine. New Cavendish Books. ISBN 9780904568325.